# بطولة بيرنامبوكانو 2013
بطولة بيرنامبوكانو 2013 هو موسم من بطولة بيرنامبوكانو ‏. كان عدد الأندية المشاركة فيه 12، وفاز فيه نادي سانتا كروز.